# Phaenops gentilis
Phaenops gentilis är en skalbaggsart som först beskrevs av Leconte 1863.  Phaenops gentilis ingår i släktet Phaenops och familjen praktbaggar. Inga underarter finns listade i Catalogue of Life.